# 斯特菲·馬維迪迪
斯特菲·阿尔瓦罗·馬維迪迪（英語：Stephy Alvaro Mavididi；1998年5月31日—），是一名英格蘭職業足球員。目前效力於英超球隊萊斯特城。

## 榮譽
李斯特城
- 英冠冠軍：2023-24[4]